# Chabuata sedosa
Chabuata sedosa là một loài bướm đêm trong họ Noctuidae.